# Reintroducción de guepardos en la India

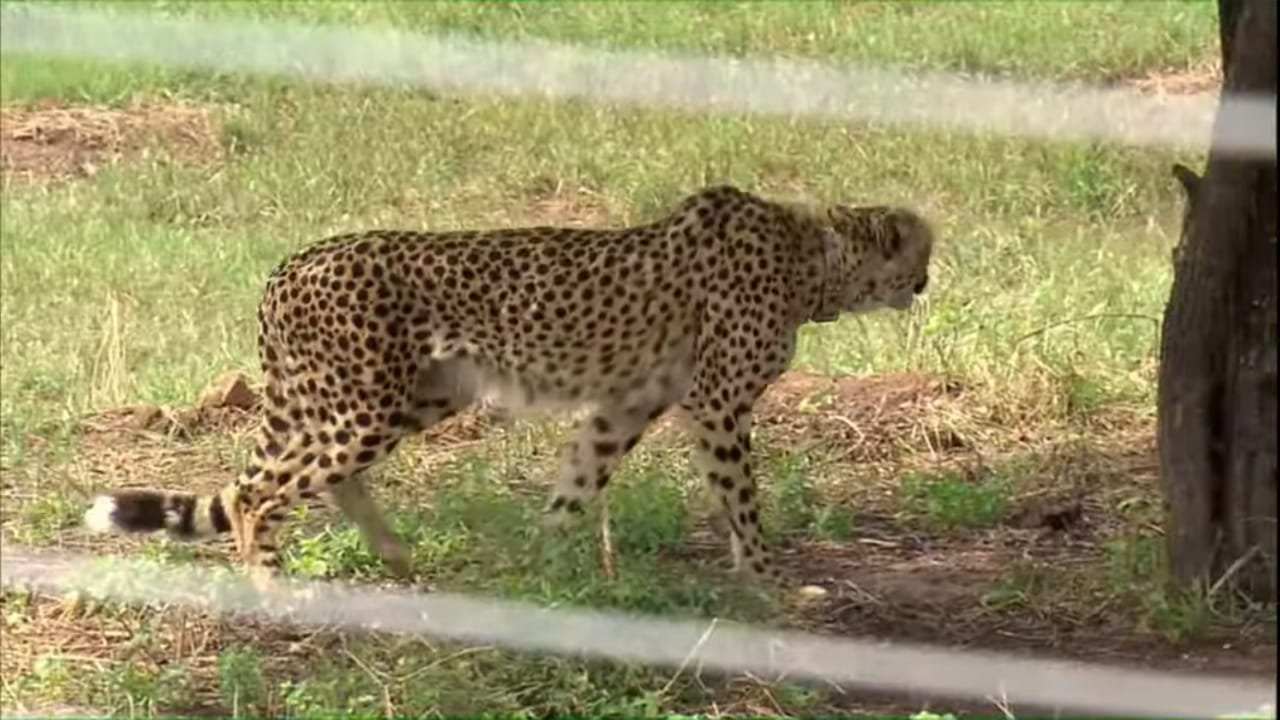
Guepardo del sudeste africano en las instalaciones de cuarentena del Parque Nacional de Kuno.

La subespecie autóctona de la India, el guepardo asiático de la familia Acinonyx jubatus venaticus, se extinguió localmente en el país a mediados del siglo XX. Desde entonces, la subespecie asiática sólo ha sobrevivido en Irán en peligro crítico extinción. En septiembre de 2022, un pequeño número de guepardos del sudeste africano (Acinonyx jubatus jubatus), una subespecie no autóctona en la India, fueron translocados desde Namibia y Sudáfrica a un parque nacional de la India. Este traslado al Parque Nacional Kuno en el centro de la India fue autorizado provisionalmente por la Corte Suprema de la India en enero de 2020.

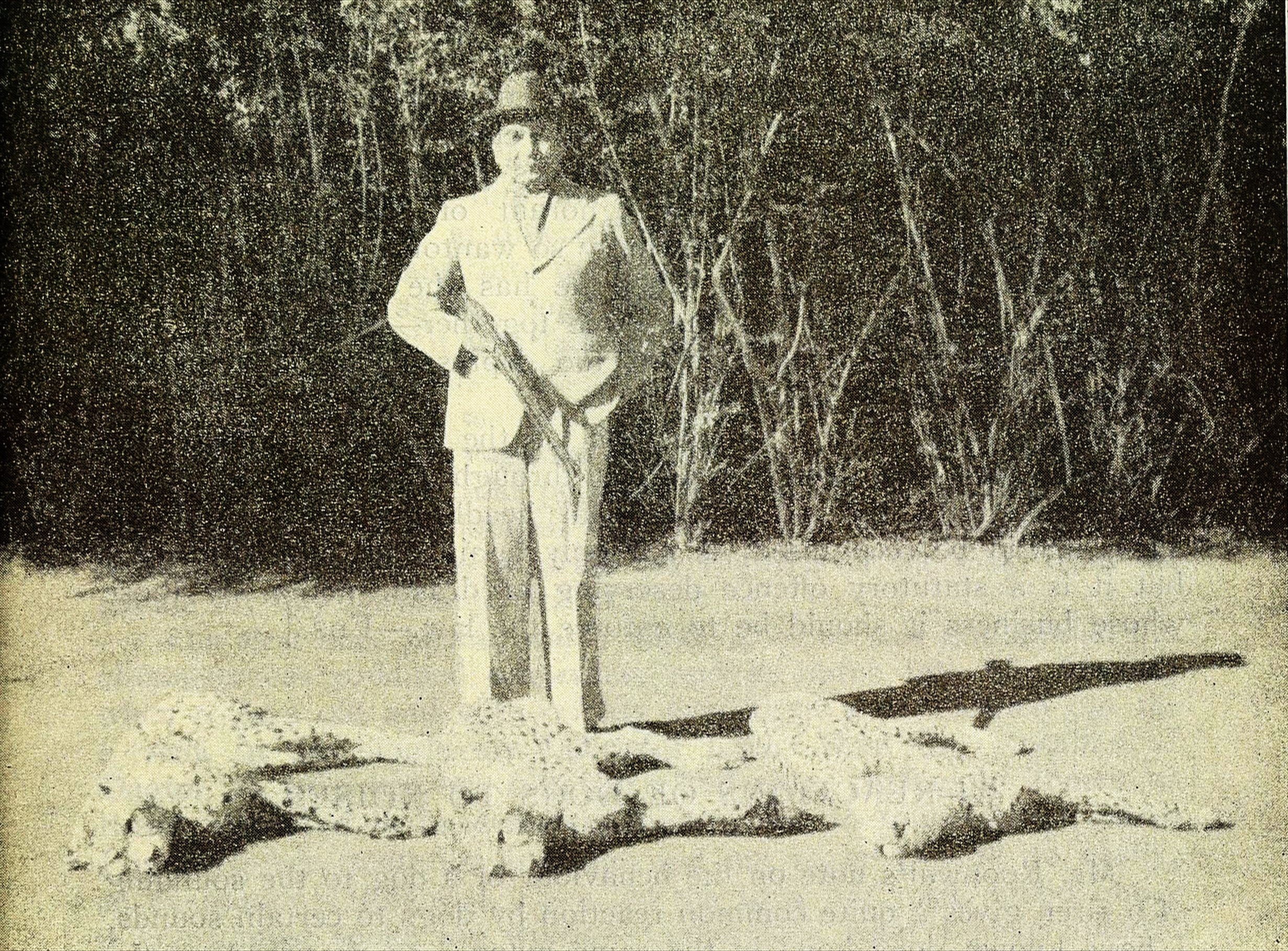
Los últimos guepardos asiáticos documentados en la India, tres machos de la misma camada, fueron abatidos en 1947, mientras permanecían sentados juntos por la noche, por el Maharajá Ramanuj Pratap Singh Deo del Estado de Surguja, Madhya Pradesh, que posa detrás de ellos con su rifle. Su secretario particular le proporcionó esta fotografía, que fue comunicada a la Revista de la Sociedad de Historia Natural de Bombay el 9 de enero de 1948.

El guepardo asiático, cuya importante historia cultural en el sur de Asia había dado el nombre vernáculo derivado del sánscrito de "chita" o "manchado" a la especie Acinonyx jubatus, también sufrió una pérdida gradual de hábitat en la región. Antes de que los bosques espinosos de la región del Punjab (al noroeste) fueran talados para la agricultura y los asentamientos humanos, se entremezclaban con praderas abiertas en las que pastaban grandes manadas de antílopes negros, que convivían con su principal depredador natural, el guepardo asiático. A comienzos de la era moderna, la nobleza del sur de Asia mantenía guepardos domesticados para la caza, lo que ha provocado que el antílope negro ya no sea una especie viva en la región del Punjab. Una combinación similar de pérdida de hábitat, escasez de presas y caza para trofeos durante el Raj británico en la India condujo a la extinción del guepardo asiático en otras regiones de su hábitat, la última caza registrada tuvo lugar en 1947, cuando el sur de Asia estaba al borde de la descolonización.
Las conversaciones sobre la introducción de guepardos en la India comenzaron a mediados de los años cincuenta. En la década de 1970 se hicieron propuestas a los gobiernos de Irán, pero sin éxito. El gobierno de Kenia hizo ofertas a partir de la década de 1980, pero en 2012 la Corte Suprema de la India había ilegalizado el proyecto de translocación de una especie, por considerarlo una "introducción" en lugar de una "reintroducción". En enero de 2020, la corte suprema revocó su decisión de 2012 y permitió la importación de pequeñas cantidades con fines experimentales. El 17 de septiembre de 2022, cinco guepardos hembras y tres machos procedentes del sudeste africano, de entre cuatro y seis años de edad, fueron transportados por vía aérea desde Namibia y liberados en un recinto en cuarentena dentro del Parque Nacional de Kuno, en el estado de Madhya Pradesh. La reubicación fue supervisada por Laurie Marker del Fondo de Conservación de Guepardos de Namibia y Yadvendradev Jhala del Instituto de Vida Salvaje de la India. Los guepardos, equipados con collares de radar, fueron trasladados a un recinto más grande en noviembre. En febrero de 2023 llegaron otros 12 guepardos procedentes de Sudáfrica, que empezaron a ser liberados en el parque en marzo de 2023. Ese mes, un guepardo dio a luz a cuatro cachorros, el primer nacimiento de un guepardo vivo registrado en la India en más de 70 años. La primera muerte se registró ese mismo mes y en enero de 2024 habían muerto diez ejemplares.
La reacción científica a la translocación ha sido variada. El farmacólogo veterinario Adrian Tordiffe considera que la India ofrece un "espacio protegido" a una población amenazada, mientras que el zoólogo K. Ullas Karanth se ha mostrado crítico con la iniciativa y ha conjeturado que la mortalidad potencial podría requerir una continua importación de guepardos africanos. El Parque Nacional de Kuno es un parque nacional relativamente nuevo creado en 2018. Los científicos han expresado su preocupación por el hecho de que 20 guepardos africanos con territorios individuales característicamente grandes de 100 km2 puedan ser difíciles de acomodar en un parque con una zona núcleo de 748 km2 y una zona de amortiguación de 487 km2. El aumento de la población de guepardos podría provocar que los animales salgan de las zonas núcleo del parque hacia tierras agrícolas adyacentes y áreas no boscosas, lo cual los pondría en conflicto con los seres humanos, por lo que la Corte Suprema ordenó al gobierno indio que buscara parques alternativos para albergar a la población potencialmente creciente de guepardos. Los guepardos africanos se habían proyectado como una especie clave para una nueva fase de restauración ecológica en la India. El 17 de septiembre de 2024, en el segundo aniversario de la introducción, los 12 guepardos adultos y los 12 cachorros supervivientes estaban confinados en recintos protectores.

## Antecedentes
El guepardo asiático se extendía antiguamente desde el noroeste de la India hasta la llanura del Ganges en el este, extendiéndose hasta la meseta del Decán en el sur. En la Edad Media, los gobernantes mogoles solían utilizar a los guepardos para cazar mirlos, gacelas y antílopes, por lo que la especie ha sufrido una pérdida gradual de su hábitat. En Punjab, en el norte de la India, antes de que los bosques de espinos fueran talados para agricultura y asentamientos humanos, estos se entremezclaban con pastizales abiertos donde pastaban grandes manadas de antílope negro, coexistiendo con su principal depredador natural, el guepardo asiático. El antílope negro también ha dejado de existir en la región. La principal causa del rápido declive de la especie es la captura de guepardos preadultos que han aprendido las habilidades de caza de sus madres en libertad, para que ayuden en las cacerías reales. La caza de trofeos durante el Raj británico afectó aún más a la ya reducida población de guepardos. Los guepardos asiáticos rara vez se reproducen en cautiverio, ya que sólo hay constancia de una camada de ejemplares nacidos bajo dicho sistema.

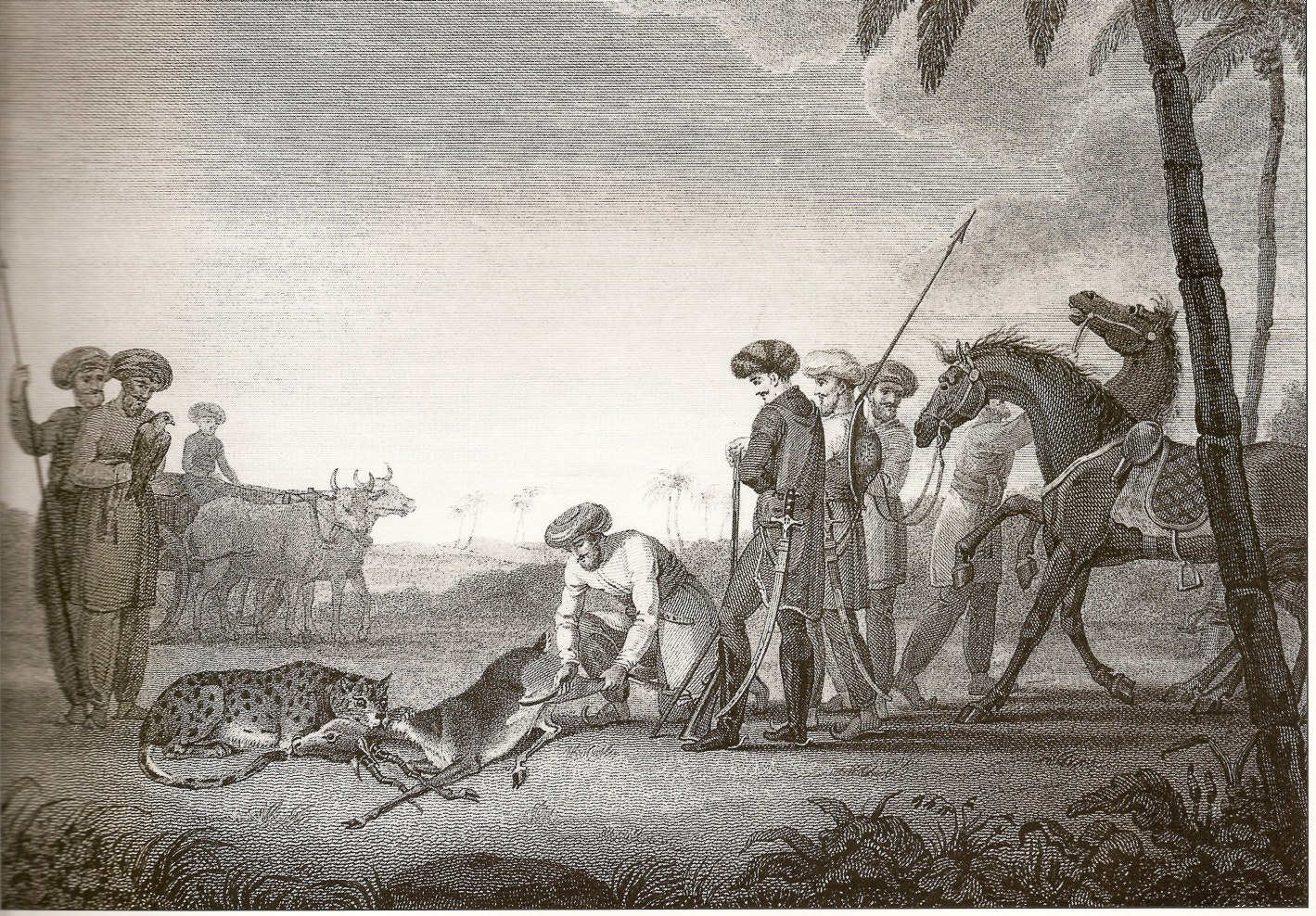
Caza del antílope negro con guepardo indio, dibujo de James Forbes, Oriental Memoirs, alrededor de 1812.

A principios del siglo XX, los avistamientos de guepardos salvajes eran raros en la India, hasta el punto de que entre 1918 y 1945, los príncipes indios importaron guepardos de África para cazarlos. Los últimos tres guepardos confirmados fueron abatidos por el Maharajá de Surguja Ramanuj Pratap Singh Deo en 1948. El último avistamiento conocido fue el de una hembra en 1951 en el distrito de Koriya, en el noroeste de Chhattisgarh. Con la muerte de la última población conocida y sin más avistamientos, la especie se declaró localmente extinta en 1952, mientras que la subespecie asiática sólo se encuentra ahora en Irán y está declarada en peligro crítico de extinción.

## Primeros planes de reintroducción
En 1955, la Junta Estatal de Vida Silvestre de Andhra Pradesh sugirió la reintroducción del guepardo asiático con carácter experimental en dos distritos del estado. En la década de 1970, el Ministerio de Medio Ambiente, Bosques y Cambio Climático del gobierno de la India escribió formalmente al gobierno de Irán solicitando la reintroducción del guepardo asiático recibiendo una respuesta positiva. Las conversaciones se estancaron tras la Revolución iraní. En 1984, el conservacionista de fauna salvaje Divyabhanusinh escribió un documento sobre el tema a petición del Ministerio de Medio Ambiente y Bosques, que posteriormente se envió al Grupo de Especialistas en Felinos de la Comisión de Supervivencia de Especies de la Unión Internacional para la Conservación de la Naturaleza. A finales de la década de 1980, el gobierno de Kenia se ofreció supuestamente a enviar algunos miembros de la subespecie emparentada guepardo del sudeste africano (Acinonyx jubatus jubatus).
A principios de la década de 2000, científicos del Centro de Biología Celular y Molecular de Hyderabad propusieron un plan para reproducir guepardos asiáticos de Irán. En agosto de 2009, se reanudaron las conversaciones con Irán para compartir algunos de los ejemplares. La disminución de la población de la especie en el área de distribución existente hizo que Irán dudara en comprometerse con la idea, por lo que Irán propuso que los leones asiáticos, que sólo existen en la India, fueran entregados a cambio de guepardos, a lo que la India se negó y el plan de abastecerse de guepardos de Irán fue finalmente abandonado en 2010.

## Proyecto Guepardo

### Formulación de proyectos
En septiembre de 2009, el gobierno de la India organizó un taller de reintroducción de guepardos con científicos y expertos del Instituto de Vida Silvestre de la India y el Fondo de Conservación de Guepardos, entre otras entidades. Stephen J. O'Brien, del Laboratorio de Diversidad Genómica del Instituto Nacional del Cáncer de Estados Unidos, afirmó que, según los últimos estudios genéticos, el guepardo asiático era en realidad genéticamente idéntico al guepardo africano, con el que se había separado hace sólo 5.000 años y que éste no era tiempo suficiente para una diferenciación a nivel de subespecie. Los expertos abogaron por la introducción del guepardo del sudeste africano, ya que el guepardo asiático sólo sobrevive en Irán, su población es inferior a 100 individuos y el gobierno iraní se ha mostrado reacio en repetidas ocasiones a suministrar dichos guepardos para los trabajos de la India. En la reunión se señaló a Namibia, Sudáfrica, Botsuana, Kenia, Tanzania y los Emiratos Árabes Unidos como países desde los que se podría importar el guepardo a la India. Otro grupo de trabajo que se formó para estudiar el abastecimiento y la translocación del guepardo, sugirió que habría que llevar a la India entre cinco y diez ejemplares al año durante un periodo de cinco a diez años para crear una población viable.
A finales de 2009, como parte del Proyecto Guepardo, el Ministerio de Medio Ambiente y Bosques aprobó un estudio detallado de siete posibles lugares de reintroducción y tres lugares de mantenimiento para la cría en cautiverio en cuatro estados como Rajasthan, Gujarat, Madhya Pradesh y Chhattisgarh. El estudio preseleccionó tres regiones con potencial para albergar poblaciones de guepardos, entre ellos, el Santuario de Vida Silvestre de Nauradehi, los de Kuno-Palpur situados en Madhya Pradesh y el Paisaje de Shahgarh ubicado en Rajastán. Según el informe, Kuno-Palpur, que había albergado a los cuatro grandes felinos que existían antes, incluidos el tigre, leopardo, león y guepardo, antes de que fueran aniquilados, total o parcialmente, al igual que Nauradehi, que forma parte de un paisaje más amplio de praderas abiertas, puede albergar guepardos. Dado que Shahgarh se encuentra cerca de la frontera indo-paquistaní, el informe señala que será necesario vallar la zona para garantizar una protección adecuada a la población de guepardos.

### Problemas legales y autorizaciones
En mayo de 2012, la Corte Suprema de la India dejó en suspenso el proyecto de importar guepardos de África y reintroducirlos en el país tras la presentación de una petición en contra. En la petición se argumentaba que Kuno, el lugar propuesto para la reintroducción, estaba preparado para la misma de leones autóctonos del Parque Nacional de Gir y que la introducción de guepardos se utilizaría como pretexto para retrasar el proyecto de reintroducción de leones. También se argumentó que la reintroducción del guepardo africano no se ha presentado ante el Comité Permanente del Consejo Nacional de Vida Silvestre de la India y que los estudios científicos demuestran que los guepardos africanos son genéticamente diferentes de los asiáticos, lo que va en contra de las directrices de la Unión Internacional para la Conservación de la Naturaleza sobre translocación de especies silvestres.
El 28 de enero de 2020, la Corte Suprema permitió al gobierno central proceder a la introducción de guepardos sudafricanos en un hábitat adecuado de la India como parte de un ensayo, en respuesta a una solicitud presentada por la Autoridad Nacional para la Conservación del Tigre que pedía permiso para introducir guepardos sudafricanos procedentes de Namibia. La Corte Suprema creó un comité de tres miembros para dirigir la Autoridad Nacional para la Conservación del Tigre y pidió al comité que presentara un informe de situación cada cuatro meses. Posteriormente, se llevó a cabo una evaluación científica de todos los posibles lugares de reintroducción para conocer las condiciones del hábitat, la disponibilidad de especies presa, el estado de protección y otros criterios ecológicos para preseleccionar el lugar de introducción inicial con un plan de acción científico detallado publicado en enero de 2022. En agosto de 2022, el ministro de Medio Ambiente de la Unión declaró que en septiembre se reintroducirían guepardos africanos procedentes de Namibia en el Santuario de Fauna Salvaje de Kuno y que el gobierno Indio también estaba intentando trasladar otros 12 guepardos desde Sudáfrica.

### Traslocación de guepardos africanos
En septiembre de 2022, cinco guepardos hembras y tres machos del sudeste africano de entre cuatro y seis años, fueron trasladados en avión desde Namibia y liberados en un recinto en cuarentena dentro del Parque Nacional de Kuno. A los guepardos se les colocaron collares de radar y estaba previsto mantenerlos en recintos en cuarentena durante un mes, para luego liberar a los machos y posteriormente a las hembras en el parque. La reubicación fue supervisada por Yadvendradev Jhala, del Instituto de Fauna Salvaje de la India y por la zoóloga Laurie Marker, del Fondo para la Conservación del Guepardo, con sede en Namibia. Posteriormente, se planificó el traslado en avión de 12 guepardos desde Sudáfrica y la expansión de hasta 40 ejemplares. En noviembre de 2022, los guepardos fueron trasladados a un recinto más grande para su adaptación después del periodo de cuarentena obligatorio. Tras la firma del acuerdo entre Sudáfrica y la India, en enero de 2023 llegó un primer lote de 12 guepardos. El acuerdo entre ambos países implicaba que Sudáfrica reubicaría otros 12 guepardos cada año durante los próximos ocho a diez años.

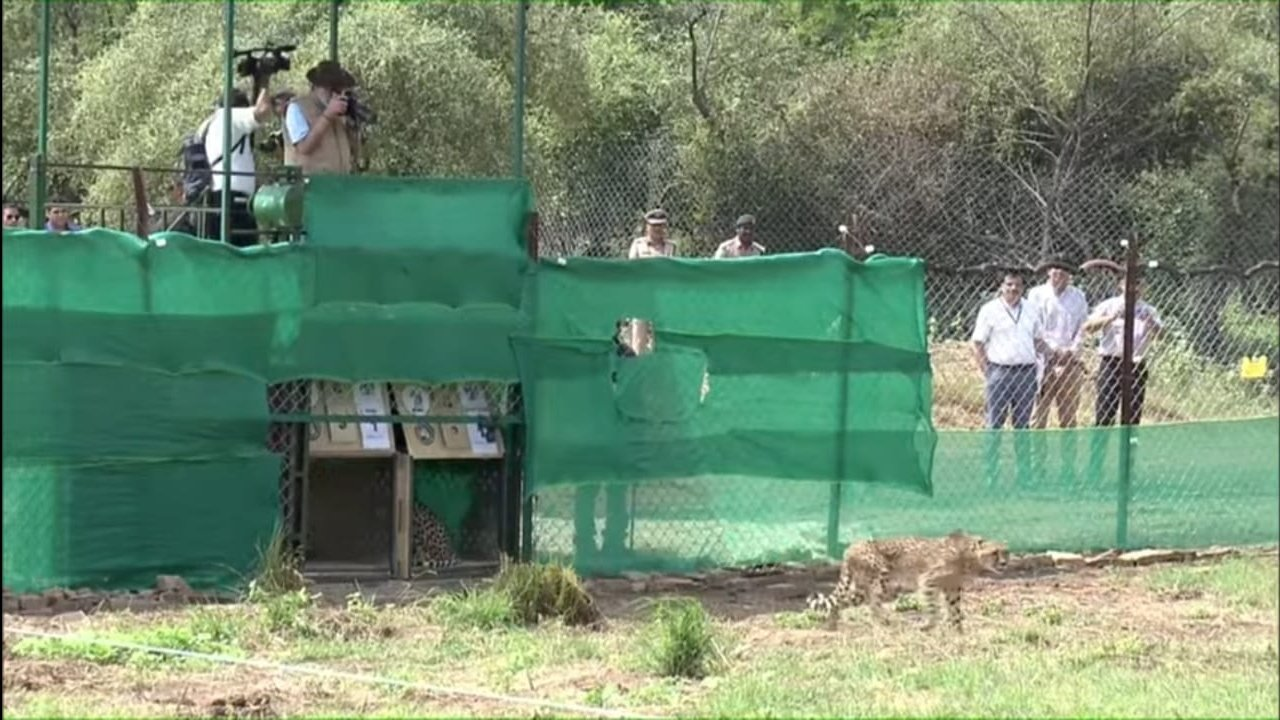
Introducción del primer guepardo en el parque.

El 11 de marzo de 2023, un macho y una hembra fueron liberados juntos en la naturaleza y se confirmó que habían logrado cazar presas en el parque, en las semanas siguientes, se liberaron más guepardos y se realizó un seguimiento mediante collares de radar. Ese mismo mes, murió una hembra por complicaciones renales, el 24 de abril se informó de la muerte de otro guepardo por insuficiencia cardiaca y en mayo se liberaron otros tres ejemplares. El 25 de mayo, tras la muerte de tres cachorros de guepardo, el gobierno central nombró un comité directivo de alto nivel, formado por expertos nacionales e internacionales, para supervisar la aplicación.
El experto sudafricano en fauna salvaje Vincent van der Merwe aclaró en mayo de 2023 que las recientes muertes de guepardos no significan que el Proyecto Guepardo esté fracasando, ya que se han registrado tasas de mortalidad similares en reintroducciones africanas y se espera una tasa de mortalidad del 50% en el primer año. En julio de 2023, el Fondo para la Conservación del Guepardo, con sede en Namibia, escribió una carta al Corte Suprema de la India en la que sugería que las muertes de guepardos podrían haberse evitado con una mejor vigilancia y una atención veterinaria adecuada, se basó en los informes de las autopsias, que indicaban que los guepardos habían muerto por diversas causas, entre ellas inanición e infecciones debidas a las heridas provocadas por el radiocollar de rastreo. En enero de 2024 se registraron tres muertes más, con lo que el número de animales muertos ascendía a diez desde el inicio del proyecto. En septiembre de 2024, los 12 ejemplares restantes fueron trasladados a recintos debido a la aparente mortalidad.

### Reproducción
El 24 de marzo de 2023, una de las guepardas liberadas dio a luz a cuatro cachorros, el primer nacimiento de guepardos vivos registrado en más de 70 años. El 9 de mayo de ese mismo año, una hembra murió en una pelea con un guepardo macho durante el apareamiento, a raíz del incidente, los expertos en fauna salvaje expresaron su preocupación por la proporción de sexos de los felinos del parque y sugirieron que se requiere un número adecuado de ejemplares de ambos sexos en edad reproductiva para que la cría tenga éxito. Nacieron tres cachorros en enero y otros seis en marzo de 2024, con lo que el número total de guepardos del parque nacional ascendió a 27.

### Sostenibilidad y repercusión
Las reacciones científicas a la translocación han sido diversas, como la del farmacólogo veterinario Adrian Tordiffe que consideró que la India ofrecía un "espacio protegido" para la población fragmentada y amenazada de guepardos, así como la del zoólogo K. Ullas Karanth, que se mostró crítico con la iniciativa, considerándola un "ejercicio de relaciones públicas", además, comentó que las "realidades", como la superpoblación humana y la presencia de depredadores felinos de mayor tamaño y de manadas de perros salvajes, podrían causar "altas mortalidades" y requerir una importación continua de guepardos africanos.
El Parque Nacional de Kuno es un parque nacional relativamente nuevo, ya que fue declarado como tal en 2018. Se fundó anteriormente como santuario de vida salvaje para poner en marcha el Proyecto de Reintroducción del León Asiático, cuyo objetivo era establecer una segunda población de leones asiáticos en la India y proteger a los leones aislados del Parque Nacional de Gir en Gujarat, de posibles eventos de mortalidad masiva como el brote de una epizootia. Aunque en abril de 2013 la Corte Suprema ordenó al gobierno del estado de Gujarat que trasladara una pequeña población de leones a Kuno en un plazo de seis meses, finalmente la orden no se ejecutó. Se estimó que el Parque Nacional de Kuno tenía una población de presas adecuada para mantener a unos 20 guepardos, pero tras el aumento de la población de depredadores debido a la introducción de guepardos, la población de presas se ha visto afectada y se están llevando a cabo estudios periódicos de la población de presas para tomar las medidas correctivas necesarias.
Científicos de Namibia han manifestado su preocupación por la ecología del territorio. En África, los guepardos suelen tener territorios individuales de 100 km2 y será difícil mantener 20 ejemplares en el Parque Nacional de Kuno, con una zona central de 748 km2 y una zona de amortiguación de 487 km2. El aumento de la población de guepardos hace que los animales se aventuren fuera de las zonas núcleo del parque hacia tierras agrícolas adyacentes y zonas no boscosas, lo que les lleva a entrar en conflicto con los humanos. El 2 de abril de 2023, un guepardo macho escapó de los límites del parque antes de ser capturado en un pueblo a 20 km del parque. Ese mismo mes, la Corte Suprema de la India ordenó al gobierno central que buscara un lugar alternativo para aumentar las instalaciones existentes, ya que el parque no disponía de espacio suficiente para el creciente número de felinos. Según Ravi Chellam, los guepardos africanos introducidos se habían proyectado como una especie clave de una nueva fase de restauración ecológica en la India, que comprendía bosques de matorrales, sabanas y praderas. Para el 17 de septiembre de 2024, segundo aniversario de la introducción, primero de ocho adultos procedentes de Namibia y después de 12 procedentes de Sudáfrica, la posterior muerte de ocho adultos, el nacimiento de 17 cachorros y la muerte de cinco, todos los guepardos supervivientes, 12 adultos y 12 cachorros, estaban confinados en recintos protectores.